# Veka (Zweden)
Veka is een plaats in de gemeente Falkenberg in het landschap Halland en de provincie Hallands län in Zweden. De plaats heeft 64 inwoners (2000) en een oppervlakte van 41 hectare.